# Gordon Goodwin (Leichtathlet)
Gordon Goodwin (Gordon Reginald Goodwin; * 17. Dezember 1895 im London Borough of Lambeth; † Februar 1984 in Leigh, Greater Manchester) war ein britischer Geher.
Bei den Olympischen Spielen 1924 in Paris gewann er Silber im 10.000-Meter-Gehen in 48:37,9 min.
1924 und 1925 wurde er englischer Meister im Bahngehen über zwei Meilen, 1924 und 1926 über sieben Meilen.